# NGC 915
NGC 915 je čočková galaxie v souhvězdí Berana. Její zdánlivá jasnost je 14,2m a úhlová velikost 0,7′ × 0,7′. Je vzdálená 201 milionů světelných let, průměr má 40 000 světelných let. Galaxii objevil 5. září 1864 Albert Marth.

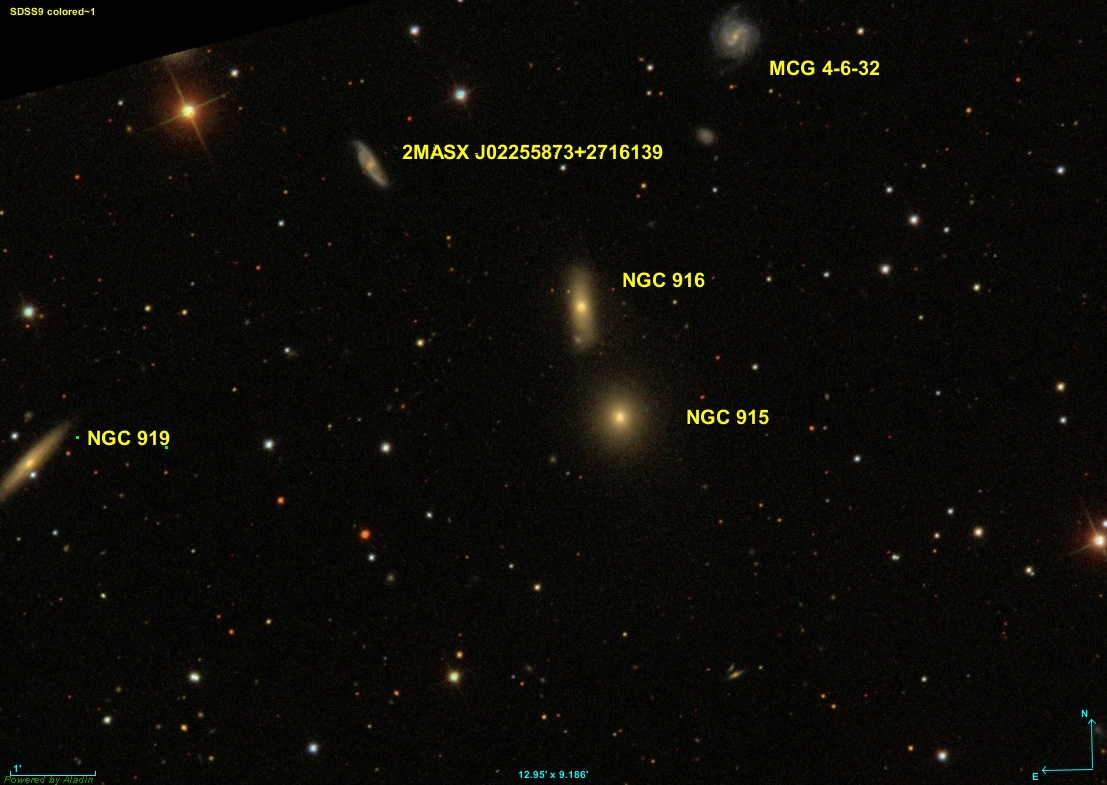
NGC 915 s okolními galaxiemi